# محمد سعيد الريحاني
محمد سعيد الريحاني كاتب مغربي، عضو اتحاد كتاب المغرب، وعضو هيئة تحرير «مجلة كتابات إفريقية» الأنغلوفونية،  يكتب بثلاث لغات: العربية والفرنسية والإنجليزية. وهي اللغات التي ترجمت إليها أعماله السردية المنشورة.

## المهنة
- أستاذ مادة اللغة الإنجليزية بالتعليم الثانوي التأهيلي بالمغرب.

## الشهادات العلمية
- حاصل على شهادة الدكتوراه في دراسات الترجمة من مدرسة الملك فهد العليا للترجمة بطنجة/المغرب، 2023.
.
- حاصل على شهادة الماستر (ماجستير) في الكتابة الإبداعية من كلية الفنون الجميلة بجامعة لانكستر بإنجلترا، 2017.
- حاصل على شهادة الماستر (ماجستير) في الترجمة والتواصل والصحافة من مدرسة الملك فهد العليا للترجمة بطنجة/المغرب، 2015.
- حاصل على شهادة الإجازة (ليسانس، باكلوريوس) في الأدب الإنجليزي من جامعة عبد الملك السعدي، تطوان/المغرب سنة 1991.

## النشأة
ولد محمد سعيد الريحاني يوم 23 ديسمبر 1968 في مدينة القصر الكبير، شمال المغرب، حيث تنقل بين مدارسها الابتدائية والإعدادية قبل أن يتوجه إلى مدينة تطوان، شمال المغرب، لمتابعة دراسته الثانوية والجامعية في شعبة الأدب الإنجليزي. لكنه عندما أنهى دراسته الجامعية وانضم إلى هيئة التدريس، تحول من الكتابة باللغة الإنجليزية إلى التعبير باللغة العربية.

## النصوص السردية الأولى
نص عاشق كان أول نصوصه القصصية المكتوبة باللغة العربية عام 1991 رغم أنه لم يُنْشَرْ ورقيا إلا بعد خمسة عشر عاما من تاريخ تحريره. وبعد ذلك بثلاثة أشهر، كتب محمد سعيد الريحاني نص افتح، يا سمسم! في سن الثالثة والعشرين من العمر في نفس العام، سنة 1991. وقد نشر نص افتح، يا سمسم!، في 9 مايو 1994 على واحدة من أكبر الملاحق الأدبية في حقبة الثمانينيات والتسعينيات في المغرب، ملحق بيان اليوم الثقافي.

## الأعمال الإبداعية المنشورة باللغة العربية
- «في انتظار الصباح»، مجموعة قصصية، -2003-
- «موسم الهجرة إلى أي مكان»، مجموعة قصصية، -2006-
- «موت المؤلف»، مجموعة قصصية، -2010-
- «حوار جيلين»، مجموعة قصصية مشتركة مع القاص المغربي إدريس الصغير، -2011-
- «عدو الشمس، البهلوان الذي صار وحشا»، أول رواية عن الثورة الليبية، -2012-
- «وراء كل عظيم أقزام»، مجموعة قصصية، -2012-
- «لا للعنف»، مجموعة قصصية، (منشورات مكتبة سلمى الثقافية، تطوان - المغرب) -2014-
- «خمسون قصة قصيرة جدا: حاء الحرية»، (منشورات وزارة الثقافة، الرباط - المغرب) -2014-
- «خمسون قصة قصيرة جدا: حاء الحرية»، (الطبعة الثانية) -2024-
- «خمسون قصة قصيرة جدا: حاء الحلم»، -2024-
- «خمسون قصة قصيرة جدا: حاء الحب»، -2025-
- «كانت أمنيتي أن أكمل الحكاية»، (أول سيرة ذاتية روائية مصورة في تاريخ الأدب والفن) -2025-

### في انتظار الصباح
كتاب «في انتظار الصباح» مجموعة قصصية للكاتب والباحث المغربي «محمد سعيد الريحاني» صدرت في طبعتها العربية أوائل شهر أكتوبر 2003 وقدم لها الكاتب والباحث المغربي الدكتور «محمد أسليم» الأضمومة تقع في 78 صفحة من القطع المتوسط وتتوزع على 14 نصاً قصصياً: العيد، المقص، التشظي، الفرجة الضباب والمشروع، في انتظار الصباح، الأبدية، الأفواه الفاغرة، هوية، أرض الغيلان، الشرخ، حديث غراب، وطن العصافير المحبطة، افتح يا سمسم!، للحياة بملامح مجرم وهي النصوص التي سبق نشرها، قبل جمعها في اضمومة، على عدة جرائد ومجلات عربية: مجلة «العربي» الكويتية، جريدة «الزمان» اللندنية، جريدة «العرب الدولية»، «ملحق بيان اليوم الثقافي» المغربية، مجلة «الشعلة» المغربية... في الفترة الممتدة ما بين ماي 1994 وشهر سبتمبر 2003... وقد ترجمت المجموعة القصصية إلى اللغة الإنجليزية وصدرت سنة 2013 عن دار نشر إكسليبريس ببلومينغتون في ولاية إنديانا بالولايات المتحدة.

### موسم الهجرة إلى أي مكان
«موسم الهجرة إلى أي مكان» هو العنوان الذي يحيل آليا على رواية صارت من كلاسيكيات الأدب العربي «موسم الهجرة إلى الشمال»: «كل عناوين مجاميعي القصصية تعود بشكل دائري إلى عنوان سابق في الببليوغرافيا الإبداعية الإنسانية وكأن لا جديد تحت الشمس. ويتعزز هذا الموقف مع التقنيات السردية المشغلة لذات الغرض داخل كل أعمال المجموعة: فالمجموعة القصصية» في انتظار الصباح«تحيل بشكل ظاهر على مسرحية» في انتظار غودو«، والمجموعة القادمة «موسم الهجرة إلى أي مكان» تحيل بشكل آلي على رواية «موسم الهجرة إلى الشمال»... أعتقد أن الانتباه لعتبات النص ضروري للغاية وإهماله كارثة بجميع المقاييس» (من حوار أجرته معه جريدة العرب الأردنية).
والمجموعة الجديدة «موسم الهجرة إلى أي مكان»، تستمد إشعاعها من ستة عشر نصاً قصصياً قصيرة كتبت ما بين 2003 و2006 ونشرت على صفحات جرائد ومجلات عربية في الداخل وفي المهجر: طائر الربيع، لكل سماؤه، حفل راقص، الحاءات الثلاث، مدينة الحجاج بن يوسف الثقفي، فخامة السيد الرئيس الحبيب الحي ديما، تنمية، إخراج تافه لمشهد تافه، شيخوخة، جون جونيه: بين البحر والسجن والمقبرة، الرجل الأرنب، كلاب، يا ذاك الإنسان!، الحياة بالأقدمية، كاتب، موسم الهجرة إلى أي مكان.
وتتصدر المجموعة القصصية «موسم الهجرة إلى أي مكان»، في طبعتها الأنيقة، شهادة للمؤلف عن تجربته القصصية وفلسفته في الكتابة ورهاناته الإبداعية، ومن قبسها نقرأ: «مهمة القصة: إعادة تشكيل العالم وإعادة تفسيره وإعادة تجديد الرؤية وإعادة رسم المجرى للحرية والانطلاق والركض... لأن القصة القصيرة تبقى بحثاً فنياً عن معنى الوجود وسعياً حثيثاً للإمساك باللحظة المنفلتة وإيقاف الصور والذكريات الهاربة أبداً وتخليدها».

### موت المؤلف
صدرت المجموعة القصصية الثالثة للكاتب المغربي محمد سعيد الريحاني، التي اختار لها من بين عناوين النصوص العشرة المكونة للمجموعة «موت المؤلف». وتستريح نصوص المجموعة القصصية الوليدة بين دفتي كتاب أنيق من سبعين صفحة، «الناشر ومصمم الغلاف: محمد سعيد الريحاني».
تفتح المجموعة القصصية «موت المؤلف» نوافذها الأولى بمقالة بقلم المؤلف تحت عنوان «الكتابة بالتيمة القصصية» وهي مادة منشورة على صفحات جريدة «العرب» اللندنية، عدد الخميس 19 أبريل 2007، يبين فيها فلسفته في الكتابة القصصية إذ نقرأ على الصفحة الثالثة: «من الكتاب من يكتب بـ «الفقرات» لتفضيله تكوين النص الإبداعي انطلاقا من الخلية - النواة: الفقرة، يليها تطوير تفاعلات الفقرة نحو نص منسجم متكامل. إنها انطلاقة الكتابة «من الجزء إلى الكل». ولعل الأهمية الكبرى لهذا الاختيار تكمن في التماسك العضوي الكبير لبنية النص الذي تتحكم فيه جينات الخلية الأولى، أو الفكرة الأولى أو الفقرة الأولى. ومن الكتاب من يكتب بـ «النصوص القصصية الفردية المتفرقة» وهذه حال أغلب كتاب القصة القصيرة. وهي طريقة لا تخضع لمنطق الخلية أو الفقرة بقدر ما تحتكم لمنطق «اللحظة الملهمة الموحية» إذ غالبا ما تكون انسيابية تتجاوز مقاصد الكاتب نفسه. وهي لذلك تبقى مجرد «مسودة» تنتظر التصحيح والتنقيح والتطوير لاحقا. ويتكرر الأمر مرة أخرى مع نصوص أخرى حتى إذا ما اكتمل عدد النصوص الكفيل بنشر المجموعة القصصية، بدأ العمل على إعادة تحرير النصوص مرة نهائية وفق المشترك الجمالي أو المضاميني الذي آلت إليه النصوص. لكنني أعترف أنني أكتب بشكل «مختلف» تماما. وربما كتبت بشكل «معكوس» يبدأ من الكل ويتدرج نحو الجزء.
وتختم المجموعة القصصية «موت المؤلف» مغامرتها السردية بملاحق صحافية عبارة عن فقرات مقتضبة ومنتقاة من حوارات أدبية مطولة أجريت مع المؤلف ونشرت على عدة جرائد ومجلات عربية تركزت حول مفهوم الكتابة عموما وفلسفة مؤلف الأضمومة في الكتابة السردية ومشاريعه الأدبية...

### حوار جيلين
تأخرت «حوار جيلين»، المجموعة القصصية الأخيرة، عن الصدور لمدة ثلاث سنوات إذ لم تصدر إلا عام 2010 لكنها لم تكن جامدة في طابور الانتظار وإنما كانت تنمو في انتظارها وتتطور إذ تغير، خلال انتظار النشر، أكثر من نص وتغيرت أكثر من فقرة قبل دخول العمل أخيرا إلى المطبعة وبداية العد العكسي لخروجه المحتمل إلى أسواق القراءة والقراء.
عند الإعداد لتحرير أضمومة «حوار جيلين»، كانت السيناريوهات الثلاثة الممكنة كالتالي: السيناريو الأول، المشاركة في كتابة النصوص متوالية بعد متوالية؛ السيناريو الثاني، اقتسام متواليات النص بحيث يفتتح الواحد منا النص بينما يبقى توقيع الختام للآخر، السيناريو الثالث، الاحتفاظ بمطلق الحرية في اختيار كل منا لنصوصه وتحريرها على طريقته وهو ما وقع الاختيار عليه في الأخير فكان لإدريس الصغير الجزء الأول من الأضمومة بينما كان لمحمد سعيد الريحاني الجزء الثاني منها. وعليه، بعث لي إدريس الصغير بنصوصه السبعة دفعة واحدة فارتأيت محاورتها بنصوص متفاعلة مع تيمتها المركزية، «الضياع». وبذلك، جاءت أضمومة «حوار جيلين» موزعة على جزأين:
الجزء الأول خاص بنصوص إدريس الصغير السبعة التي تتدرج عناوينها كالتالي: رجل وورقة وأحلام، في مقهى على ضفة نهر، طريق الأحلام، نومانز لاند، حقول الأقحوان وشقائق النعمان، صانع الأحلام، أحلام طاميزودا.
أما الجزء الثاني فيشتمل على نصوص محمد سعيد الريحاني السبعة وهي حسب ترتيبها في المجموعة: في رحاب التقنية، هل قرأت يوما عن الأشباح؟، الضياع، فظاظة القبائل البعيدة، الاسم «عاطل» والمهنة «بدون»، الذي كان حرا، أحلام الظهيرة.
ولأن الكاتبين ينتميان إلى جيلين مختلفين من أجيال الكتابة القصصية في المغرب، فإن ما يجمع بين نصوصهما في هذا العمل المشترك، «حوار جيلين»، هو «الضياع» كفلسفة وجودية وكمنظور فني وكأسلوب في الكتابة. «الضياع» كقانون كوني، كنهر جارف لكل ما ومن يحاول التشبث بموطئ قدم على بساط الطمأنينة والمعنى الخادعين...

### وراء كل عظيم أقزام
أعلن عن إعداد هذه المجموعة القصصية للطبع بتاريخ الأحد 27 يونيو سنة 2004 في حوار أجرته مع المؤلف رئيسة تحرير جريدة ” العرب اليوم” الأردنية ونَشَرَتْهُ على صفحات ذات الجريدة لكن يبدو أن قدر المجموعة القصصية “وراء كل عظيم أقزام” كان هو انتظار الإحداث الهامة التي حدثت لاحقا في التاريخ العربي والتي كان ضروريا توفير مقعد لها ضمن مواد المجموعة بداية بتفجيرات الدار البيضاء ومرورا بسقوط بغداد ورجم جورج بوش بالأحذية وانتهاء بحرب إبادة غزة وبغير حرب غزة من الوقائع التي أيقظت العرب من سباتهم التاريخي ليعلنوها ثورة عارمة من الخليج إلى المحيط…
وتتأرجح نصوص المجموعة القصصية “وراء كل عظيم أقزام” بين الموازنة بين ” القزم” و”العظيم” بمختلف الإحالات والدلالات إذ تدرجت النصوص الإحدى والعشرين كالتالي: “مُُدُنُ الأقزام”، من “غرنيكا” إلى “غزةْ“، “بَطْنِسْتَانْ“، “أرض الانقلابات”، “وراء كل عظيم أقزام”، “خليفة الله في أرْضه”، “ضرائب مستحقة للعظيم”، “العظيم وطواحين الريح”، “في أزبالنا كل أسرارنا”، “إياك اعني، فاسمعيني يا جارة”، “الجريمة والعقاب”، “إِنِّي خَيّرْتُكُمْ، فَاخْتَارُوا!”، “مباراة شغل خاصة بالمتفوقين”، “حملة انتخابية”، “تَصْفيقات”، “عَبْزْفْ” القِرْدُ الهَجَّاءُ، “نظرية الانفجار الأعظم”، “الشياطين لا تدخل بيوت الله”، “صدمة القزم: الوعي بالذات”، “حذاء خاص بوجوه العظماء”، “مدينة بوفراح“.
لوحة غلاف مجموعة “وراء كل عظيم أقزام“ تشتغل على خلفية سوداء نظرا لانتماء مجموعة “وراء كل عظيم أقزام” ل”المرحلة الداكنة” في مشواري القصصي التي تهيمن عليها تيمة الحرية ونقيضها، الاستبداد.
وتتوسط سواد اللوحة بصمة قدمي العظيم راسمة علامة النصر “V” بينما تتحلق بصمات أقدام الأقزام حوله راسمة “الصفر“، رقم الخسائر والهزائم والخيبات، من خلال دائرة مفرغة وسط ظلام قاتل بطله اللون الأسود… 

### عدوّ الشمس، البهلوان الذي صار وحشا
«عدوّ الشمس، البهلوان الذي صار وحشا» هي أول رواية عن ثورة 17 فبراير الليبية
'وهي' من توقيع الروائي المغربي مُحَمَّد سَعِيد الرَّيْحَانِي. وقد كتبت التسع الأولى ما بين تاريخ اندلاع الثورة في 17 فبراير 2011 إلى غاية شهر نوفمبر من نفس السنة ونشرت على جريدة «العرب اليوم» الأردنية بتسعة فصول فقط. وبعد إلقاء القبض على معمر القذافي في سبتمبر/أيلول 2011، راسل القراء كاتب الرواية مطالبين بتحيين أحداث الرواية لمجاراة الأحداث الواقعة على الأرض. فأضاف الكاتب فصلين إضافيين، هما الفصل العاشر والحادي عشر، حيث يلقى القبض على العقيد ليلقى جزاءه.
والرواية عبارة عن تراجيكوميديا عسكري يبحث عن علاج لأمراضه النفسية والعقلية في «كرسي الحكم» بينما الشعب ينتظر منه قيادته نحو الأفضل. وتعتمد الرواية على تقنية «الحذف» الذي يولد «السخرية» بفعل «الارتطام المستمر» مع «اللامتوقع».

## الأعمال النقدية
- «الحاءات الثلاث»، أنطولوجيا القصة المغربية الجديدة، الجزء الأول: حاء الحلم، 2006
- «الحاءات الثلاث»، أنطولوجيا القصة المغربية الجديدة، الجزء الأول: حاء الحرية، 2007
- «الحاءات الثلاث»، أنطولوجيا القصة المغربية الجديدة، الجزء الأول: حاء الحب، 2008

### أنطولوجيا الحرية
أنطولوجيا الحرية هي الجزء الثالث والأخير من «الحاءات الثلاث: أنطولوجيا القصة المغربية الجديدة» المشروع الإبداعي والتنظيري الخاص بالتعريف بالقصة المغربية القصيرة والهدف لتأسيس «المدرسة الحائية»، مدرسة مغربية قادمة للقصة القصيرة، من خلال المشترك المضاميني والجمالي المجمع بين النصوص الخمسين للكاتبات والكتاب الخمسين المشاركين في المشروع الأنطولوجي والموزعين على ثلاثة أجزاء على مدى ثلاث سنوات: «أنطولوجيا الحلم المغربي» وهي القافلة التي انطلقت سنة 2006، و«انطولوجيا الحب» التي انطلقت سنة 2007 و«أنطولوجيا الحرية» التي انطلقت سنة 2008.
القراءة العاشقة وجه ثان من وجهي قراءة النص الأدبي: وجه «الانتماء» للنص ووجه «الانفصال» عنه. إنها، «القراءة العاشقة»، أحد مجدافي قارب القراءة الذي يشتغل بمجداف «القراءة العاشقة» المنتمية للنص ومجذاف «القراءة النقدية» الحريصة على لزوم المسافة مع النص. وتأسيساً على التسليم بهذا التعايش بين القراءتين، فإن إعداد «قراءة عاشقة» بقلم «مبدع» لا يعني بأي حال من الأحوال تحولاً نقدياً جاري التأسيس له أفقه تعويض «القراءة النقدية» التي ينجزها «النقاد» لنصوص وأعمال مبدعين «آخرين» بـ«القراءة العاشقة» التي ينجزها «المبدعون»، شعراء ومسرحيين وكتاب، عن نصوص وأعمال «بعضهم البعض».
التكامل هو مبرر وجود «القراءة العاشقة» و«القراءة النقدية» أما خصوصية الاثنين فتكمن في انتصار الأول لـ«الفرادة» في النص بينما ينتصر الثاني لـ«انصياعية» النص للمنهج النقدي المشعل. لذلك كانت «القراءة العاشقة» تعتمد أدوات غير جاهزة ومنهجية غير نمطية تتقصد «تفريد» النص والبحث في مبررات «تفرده وتميزه» بينما واظبت «القراءة النقدية» على تبني أدوات نقدية جاهزة ومنهجية نمطية تتقصد «تصنيف» العمل قيد التحليل والدراسة.
في هذا الجزء الثالث والأخير من «الحاءات الثلاث: أنطولوجيا القصة المغربية الجديدة»، «أنطولوجيا الحرية»، يتواصل التقليد الذي بدأ مع أول جزء من الأجزاء الثلاثة من الأنطولوجيا، القراءة «العاشقة» المنتمية للنص المقروء على خلاف القراءة «النقدية» التي تلزم مسافة واضحة اتجاه النص المقروء. فإذا كانت القراءة «النقدية» تنجزها نخبة القراء وهم «النقاد»، فإن القراءة «العاشقة» ينجزها «كاتب ثان» يحل في جلد الكاتب الأصلي للنص لاختبار محاولة المصالحة بين الكاتب والقارئ بين الإلقاء والتلقي بين الكتابة والقراءة..
تتدرج نصوص «أنطولوجيا الحرية» الجزء الثالث والأخير من «الحاءات الثلاث: أنطولوجيا القصة المغربية الجديدة» «تنازلياً»، من نصوص التبشير بالحرية كأعلى درجات الأهداف من الحياة كما في نص «ليتسع قرص الشمس!» لزهرة زيراوي ونص «وطن العصافير المحبطة» لمحمد سعيد الريحاني إلى نصوص الحرية كوهم كما في نص «مطر الحديقة» لعز الدين الماعزي ونص «قررت أن تبقى حراً» لخالد أقلعي ونص «ذكرى» لصخر المهيف ونص «الكيميائي» لعبد اللطيف الزكري ونص «الفم» لمحمد أنقار إلى الهجوم على شعارات الحرية الزائفة كما في نص «عزف على وتر الحاء» لنور الدين عيساوي ونص «أخطبوط العصر» لمالكة عسال ونص «الطائر والقفص» لملكية صراري إلى الشعور بالإحباط من المكان كعائق أمام تحقيق الحرية وتحققها ونشدان الخلاص بالهجرة والرحيل كما في نص «حلم النوارس» لمحمد بروحو ونص «المرأة التي قررت أن تهاجر» لمصطفى يعلى ونص «اليتيم» لمحمد البوزيدي إلى وقفة التأمل التي تقتضيها كل رحلة حقيقية راكمت إحباطاً بعد آخر والتساؤل حول حقيقة العائق أمام الإقلاع الحقيقي نحو فضاءات الحرية الرحبة كما في نص «إمبراطورية العليق» لإدريس اليزامي.

### أنطولوجيا الحلم
«الحاءات الثلاث» مشروع إبداعي وتنظيري يهدف إلى التعريف بالقصة المغربية القصيرة عبر ترجمتها للغة الإنجليزية ثم نشرها ورقياً باللغتين العربية والإنجليزية، كما يتقصد التأسيس لمدرسة مغربية قادمة للقصة القصيرة من خلال المشترك المضاميني والجمالي والمجمع بين النصوص الخميسين للكاتبات والكتاب الخمسين المشاركين في المشروع الأنطولوجي والموزعين على ثلاثة أجزاء: «أنطولوجيا الحلم المغربي» و«أنطولوجيا الحب» و«أنطولوجيا الحرية».
والكتاب الذي بين يدينا يأتي تحت عنوان أنطولوجيا الحلم المغربي حيث تتوزع النصوص المدرجة فيه بين الرؤيا التبشيرية والمنام العادي وحلم اليقظة والتعلق بالسراب والكابوس ثم الجنون كحلم لا يقبل به المجتمع. وتبعاً لذلك تتدرج نصوص الأنطولوجيا من الرؤيا في نص «الحلم» لمصطفى لغتيري، إلى المنام العادي الذي يهمين على نصوص الانطولوجيا: نص «أنا كما تبديت لي» لنجيب الكعواشي ونص «كتب وتفاح» لخديجة اليونسي ونص «عادي» لفاطمة بوزيان ونص «أحلام» لزهرة رميج ونص «الصوت والمطرقة» لسعيد إحباط ونص «أفتح يا سمسم!» لمحمد سعيد الريحاني ونص «تأويل الأحلام» لنور الدين محقق ونص «الرجل الرمانة» لمنى وفيق. ثم النص المنضوي تحت صنف حلم اليقظة: نص «حلم شهريار» لعبد النور إدريس. ثم نصوص التعلق بالسراب: نص «مساحة للحلم المستحيل» لمليكة مستظرف ونص «قنبلة» لعبد الواحد كفيح. ثم نصوص الكوابيس: نص «حمار الليل» لفوزي بوخريص ونص «أحلام متمردة» لعبد الله المتقي ونص «لكل جحيمه» لمنى بنحدو. وتختم الأنطولوجيا الحالمة جولتها بالجنون، ككل تجربة متفردة، في نص «بخور القصر» لمحمد زيتون باعتبار الجنون أعلى درجات الكوابيس فسارد النص يعيش أعلى درجات الكوابيس: الجنون.

### أنطولوجيا الحب
«الحاءات الثلاث» مشروع إبداعي وتنظيري يهدف إلى التعريف بالقصة المغربية القصيرة عبر ترجمتها للغة الإنجليزية ثم نشرها ورقياً باللغتين العربية والإنجليزية، كما يتقصد التأسيس لمدرسة مغربية قادمة للقصة القصيرة من خلال المشترك المضاميني والجمالي والمجمع بين النصوص الخميسين للكاتبات والكتاب الخمسين المشاركين في المشروع الأنطولوجي والموزعين على ثلاثة أجزاء: «أنطولوجيا الحلم المغربي» و«أنطولوجيا الحب» و«أنطولوجيا الحرية».
والكتاب الذي بين يدينا يأتي تحت عنوان أنطولوجيا الحب حيث تتوزع النصوص المدرجة فيه بين ستة محاور يتدرج فيها مفهوم الحب "تنازلياً من: أ-الحب أسطورة جميلة، ب-الحب رؤية للوجود، ج-الحب ذاكرة سعيدة، د-الحب مخلصاً من ورطة الحاضر، هـ-الحب متخلى عنه، و-الحب ميتاً.
وتبعاً لذلك تندرج نصوص الأنطولوجيا من نصوص الحب الأسطوري المنتصر لقيم الحب النبيل في نص «كيوبيد والشيطان» لمحمد فري ونص «تانيت» لفتيحة أعرور ونص «عاشق أخرس» للحبيب الدايم ربي، إلى نصوص الحب الصوفي القائم على التوحد بالإرادة والحبيبة والكون كما في نص «حب» لأحمد الفطناسي ونص «عاشق» لمحمد سعيد الريحاني ونص «لازمة المحنة» لمحمد أشويكة ونص «من السماء إلى الأرض» ل التجاني بولعوالي، إلى نصوص النوستالجيا والحنين لماضي الحب السعيد كما في نص «أحلام طاميزودا» لإدريس الصغير ونص «إيقاع الدائرة» إسماعيل غزالي ونص «قبلات» لمحمد نبيل، إلى نصوص السعي للخلاص بالحب من ورطات الحاضر كما في نص «حبيبة الشات» لعبد الحميد الغرباوي ونص «قصة حب» لسعاد الناصر (أم سلمى) ونص «هاجس الحب» لمحمد التطواني، إلى نصوص لا جدوى الحب في المحيطات غير السليمة كما في نص «عاشق من زمن الحب» لهشام بن الشاوي ونص «حب على الشاطيء» لهشام حراك ونص «ومضة» لزهور كرام، وتختم الأنطولوجيا العاشقة جولتها بنصوص التية العاطفي والمأزق الوجوي وموت الحب كما في نص «حالة شرود» لرشيدة عدناوي، نص «الوشم» لنهاد بنعكيدة، ونص «هي والسكين» لسعيدة فرحات، ونص «بلا عنوان» لأسماء حرمة الله ثم نص «ولادة» لوفاء الحمري.

## التحقيقات الصحفية والأبحاث في مجال الإعلام
- «تاريخ التلاعب بالامتحانات المهنية في المغرب» (الجزء الأول) -2009-
- «رسائل إلى وزير التعليم المغربي» (الجزء الثاني من كتاب «تاريخ التلاعب بالامتحانات المهنية في المغرب») -2011-
- «صدقية الشعار الإعلامي العربي من خلال بناء الصورة الإخبارية» (شعار قناة الجزيرة، «الرأي والرأي الآخر»، نموذجا) -2015-

### تاريخ التلاعب بالامتحانات المهنية في المغرب
هذا الكتاب هو ثمرة نضال حقيقي ضد أشكال الشطط والتلاعب بإرادة المهنيين وكرامة الموظفين من سنة 2003 إلى حدود 2008. وقد نضج هدا الكتاب سنة بعد سنة، بياناً بعد بيان فاستحق بدلك أن ينشر مجمعاً كشهادة صارخة للتاريخ ضد كل أشكال التزوير والعبث الممنهج بإرادة المواطنين.
في زمن الحداثة وما بعد الحداثة بمقولاتها «موت الإنسان»، «موت المؤلف»، «موت الزعيم»، «موت الإيديولوجيا»... يحزّ في القلب أن نجد شعوبنا وأنظمتنا ترفع شعارات الردة من قبيل «موت الشفافية»، «موت المصداقية»، «موت الكفاءة»، «موت النقابي»، «موت السياسي»...
وفي ظل موت النقابي والسياسي، صدرت هده البيانات كصرخات سنوية حرة وأبية ومستقلة دوت قوية على المستوى الوطني وحفرت حضورها عميقاً في أداء الجهات الوصية على تزوير الإرادات مضاعفة الارتباك في مراكز الشطط وأطرافه.

### رسائل إلى وزير التعليم المغربي
قسم البريد إلى خمسة أنواع: النوع الأول هو البريد المحمول وهو أقدم أنواع البريد لاعتماده على كائن حي يصل المرسل بالمرسل إليه سواء كان هذا الكائن إنسانا أو طائرا أو كلبا... ويتم تسليم الرسالة مِنْ يَدٍ لِيَدٍ.
أما النوع الثاني هو البريد الأرضي وهو مرحلة موالية من التراسل صار فيها الوسيط يكتسي صبغة المؤسسية (مركز بريد، ساعي البريد، طابع بريدي) كما صار للتراسل شكليات وأدبيات وقوانين تنظمه وتقننه وتوحده.
كما النوع الثالث هو البريد الميت وهو يستمد اسمه من عملية الدفن التي غالبا ما ترافقه إذ يلجأ المرسل إلى دفن حقيبة أو صندوق في مكان لا يثير الشكوك ثم يخطر المرسل إليه بالأمر هاتفياً أو إلكترونياً كي يذهب للبحث عنه. وهذا النوع من البريد يبقى وسيلة استخباراتية بامتياز تهدف للإفلات من مراقبة المراقبين ووشاية الوشاة.
والنوع الرابع هو البريد الإلكتروني، وهو أحدث صيحة في عالم البريد والتواصل إذ لم يعد التواصل بين الناس في حاجة إلى وسيط كما صارت السرعة خاصية هامة من خواص البريد الإلكتروني سواء تعلق الأمر بالتحرير أو الإرسال.
كذلك النوع الخامس والأخير هو البريد المفتوح وهو بريد تمرد على أهم الركائز التي قام عليها البريد أصلا وهي السّرية....
فمع البريد المفتوح، صارت الرسائل تنشر على وسائل الإعلام قاطبة، المكتوبة والمسموعة والمرئية، كي تصل إلى المرسل إليه مرفوقة بمواقف القراء والمستمعين والمشاهدين الذين سيحملونها إلى المعني بالأمر حيثما كان، وإلى هذا النوع من البريد تنتمي الرسائل المجمعة في هذا الكتاب، «رسائل إلى وزير التعليم المغربي».
هذا الكتاب كان، في أصله، ثلاثي الأجزاء، خُصِّص الجزء الأول منه لرصد أجواء التلاعب بالامتحانات المهنية في المغرب، وتعقب جهود إفساد روح التباري الشريف وفضح الفاعلين والمتواطئين والمستفيدين والجزء الثاني خُصِّصَ للمواجهة مع الإداريين والمسؤولين والقيمين على القطاع التعليمي في البلاد وجرّهم للحديث عن فِعْلاتِهمُ جهاراً، أما الجزء الثالث والأخير فكان مخصصاً لــ"إخراج المتلاعبين بإرادات المواطنين من ظلام الغيران إلى نور ساحات المحاكم الإدارية بالمغرب.

## الدراسات الإسمية
- «الاسم المغربي وإرادة التفرد»، دراسة للاسم الفردي العربي، -2001-
- «دلالة الأسماء في واقعنا اليومي: بين إرادة التكريس وإرادة الاختلاف»، (قيد الإعداد للطبع).

### الاسم المغربي وإرادة التفرد
الحاجة إلى دراسات لواقعنا العربي، علاقاتنا اليومية والمهنية وإنتاجياتنا الثقافية هي حاجة ملحة وضرورية، إنها مفتاح معرفة حقيقة وجودنا وذواتنا عن طريق النبش في لاوعي ثقافتنا. إننا نتحدث عن الموضوعية، عن الشفافية، عن الوضوح وعن تسمية الأشياء بمسياتها... ومع ذلك ليست لدينا دراسات حول هذه المسميات وبالتالي ليس لدينا وعي بأهمية الأسماء في حياتنا اليومية والمهنية والثقافية!...
في هذا السياق يأتي كتاب الكاتب والباحث المغربي محمد سعيد الريحاني «الاسم المغربي وإرادة التفرد» وهو أول الدراسة سيميائية للاسم الفردي العربي، برهان جديد على خلفية معرفية واضحة تتغيا دراسة الاسم الفردي العربي باعتباره الجانب المتحول في الاسم الكامل بينما يبقى الاسم العائلي هو الجانب الثابت والضابط والتصنيفي فيه. كتاب «الاسم المغربي وإرادة التفرد» هو رصد للمتغير والمتحول في الهوية العربية من خلال نموذج الاسم الفردي المغربي، ومتابعة لإرادة الإنسان العربي للحرية والتحرر.
الكتاب يتوزع على ستة مباحث وأربعة ملاحق ومقدمة وخاتمة: ففي الفصل الأول يدرس أبعاد الاسم الثقافية والاجتماعية والجغرافية. أما الفصل الثاني، فيتناول تأثير ثقافي التكريس والتغيير على الاسم، وفي الفصل الثالث، يحلل وظيفة وأساليب تصغير الأسماء تودداً وقدحاً. ثم في الفصل الرابع: يطرح سؤالاً كبيراً حول احتمال وجود علاقة تربط الاسم بالشخصية، وفي الفصل الخامس: يقارب التسمية بالصفات الإلهية ويبحث في ظروف وفلسفة الاختصار الاسمي لأسماء الصفات وفي الفصل الأخير يفكك اللقب إلى نوعين: لقب غيري ولقب ذاتي ثم يميط اللثام عن الخلفية التي تحركهما.

## كتب استضافته للحوار
- أنس الفيلالي، «ريحانيات» (أربعون حوارا مع محمد سعيد الريحاني)، منشورات دار الصايل، عمان- الأردن، الطبعة الأولى، 2012
- كتاب جماعي، «مع الريحاني في خلوته»، (حوارات صحفية منشورة أجراها مع محمد سعيد الريحاني إعلاميون وأكاديميون ونقاد عرب)، منشورات مكتبة سلمى الثقافية، تطوان - المغرب، الطبعة الأولى، 2015

## أعماله المترجمة
Waiting for the Morning (Short Stories), Bloomington (Indiana/USA): Xlibris, 2013

## أعماله المكتوبة أصلا باللغة الإنجليزية
Magically Yours! (Short Stories), First Edition, 2024

## أدب الطفل
- 'إغراء الأعالي'، مجموعة قصصية مصورة (بدعم من وزارة الثقافة المغربية)، تأليف محمد سعيد الريحاني ورسوم الفنان التشكيلي المغربي زكرياء التمالح، 2017.

## فلسفته الأدبية
في عام 2003، كتب محمد سعيد الريحاني نصا قصصيا قصيرا بعنوان الحاءات الثلاث (نشر ضمن نصوص المجموعة القصصية موسم الهجرة إلى كل مكان، عام 2006) ويتضمن هذا النص، الحاءات الثلاث، فلسفته في الكتابة السردية شكلا ومضمونا.
الحاءات الثلاث محاولة للتوفيق بين النص ووظيفته وطبيعته الحرة :
يقول محمد سعيد الريحاني في حوار مع جريدة لوماتان الفرانكوفونية المغربية، "فحين تصير الحرية، خلفية قصصية والحب مادة قصصية والحلم شكلا قصصيا، آنذاك تكون القصة المغربية القصيرة قد خطت أولى خطواتها خارج القيود.وحين يعي المبدع المغربي أن الحصانة ليست حكرا على البرلماني والسياسي وأن له نصيبا منها، آنذاك يمكنه أن يكتب نصوصا حرة وان يحلم أحلاما طليقة وان يعشق حتى الثمالة. لكن الكاتب المغربي لن يع حصانته كمبدع حتى يتأكد بالملموس أن جون جونيه لم يخرج من السجن إلا بسبب كتاباته وأنه لم يعاود الكتابة بعد خروجه من السجن أبدا، وان المعتقلين المغاربة من الشعراء والروائيين في سنوات الرصاص لم يصدر لهم عمل إبداعي واحد قبل أمر اعتقالهم، وان جوائز نوبل لا تمنح إلا للمبدعين في السلام والأدب والطب والعلوم، وأن المبدع هو بالضرورة سفير لبلده أحب من أحب وكره من كره... بالواضح، حرية المبدع مقدسة. فالمبدع لا يعتقل كباقي الناس، المبدع عرضة لعقوبتين: النفي من قبل السلطات أو النبذ والقتل من قبل الجماهير.
حين يعي الكاتب حصانته وَيُفَعلَ واجباته التحريرية وينتج نصوصا حرة وعاشقة وحالمة، آنذاك يبزغ فجر القصة الجديدة على إيقاع زغاريد القراء المنتظرين ".

## الجوائز الأدبية
حاز محمد سعيد الريحاني على عدة جوائز أدبية تقديرا لرياديته. منها:
- «جائزة ناجي النعمان للثقافة بالمجان» من بيروت في لبنان، فرع الإبداع، -2005-
- «جائزة المهاجر العالمية للفكر والآداب والفنون» من ميلبورن في أستراليا، فرع القصة القصيرة مناصفة مع الكاتب الدانماركي نيلس هاو -2011-

## بحوث جامعية تناولته بالدرس والتحليل
- شعرية القصة القصيرة جدا: حاء الحرية لمحمد سعيد الريحاني نموذجا ، بحث لنيل شهادة الماجستير في الأدب العربي، جامعة محمد بوضياف، الجزائر، 2020
- سيميائية العنوان في المجموعة القصصية حاء الحرية لمحمد سعيد الريحاني نموذجا، بحث لنيل شهادة الماجستير في الأدب العربي، جامعة العربي التبسي، الجزائر، 2017
- فنیات كتابة القصة القصیرة جدا حاء الحریة: خمسون قصة قصیرة لمحمد سعید الریحاني، بحث لنيل شهادة الماجستير في اللغة والأدب العربي تخصص: أدب عربي حديث ومعاصر، جامعة أبي بكر بلقايد، الجزائر، 2020.

## وصلات خارجية
- محمد سعيد الريحاني على موقع أرشيف الشارخ.
- رَيْحَانيَاتٌ، موقع الباحث والقاص والمترجم المغربي محمد سعيد الريحاني
- موقع وزارة الثقافة المغربية: مختارات من القصة المغربية القصيرة
- دليل الكتاب المغاربة أعضاء اتحاد كتاب المغرب نسخة محفوظة 28 يناير 2010 على موقع واي باك مشين.
- موقع مركز دمشق للدراسات النظرية والحقوق المدنية: نصوص القاص محمد سعيد الريحاني
- موقع المنظمة العربية لحقوق الإنسان في سورية حوار مع الكاتب المغربي محمد سعيد الريحاني أجرته الإعلامية الجزائرية عقيلة رابحي
- موقع الحكواتي: حياة محمد سعيد الريحاني
- موقع أدب فن الإعلامية الأمريكية ياسمين صلاح الدين آغا تحاور محمد سعيد الريحاني
- موقع اتحاد كتاب الإنترنت العرب: محمد سعيد الريحاني
- موقع الحوار المتمدن: مقالات محمد سعيد الريحاني